# Хамдаллах Казвини
Хамдаллах ибн Абу Бекр Мостоуфи (Мустоуфи) Казвини (перс. حمدالله مستوفی‎) (ок. 1281/1282 — ок. 1344
 или 1350
) — средневековый персидский историк, географ и поэт периода Хулагуидов. Известен как автор исторического сочинения Тарих-и гузидэ («Избранная история»), резюмирующего и продолжающего труд Джами ат-таварих («Сборник летописей») Рашид ад-Дина; географического Нузхат ал-кулуб («Услада сердец») и стихотворной летописи Зафар-намэ («Книга победы»), продолжения Шах-намэ Фирдоуси.

## Биография

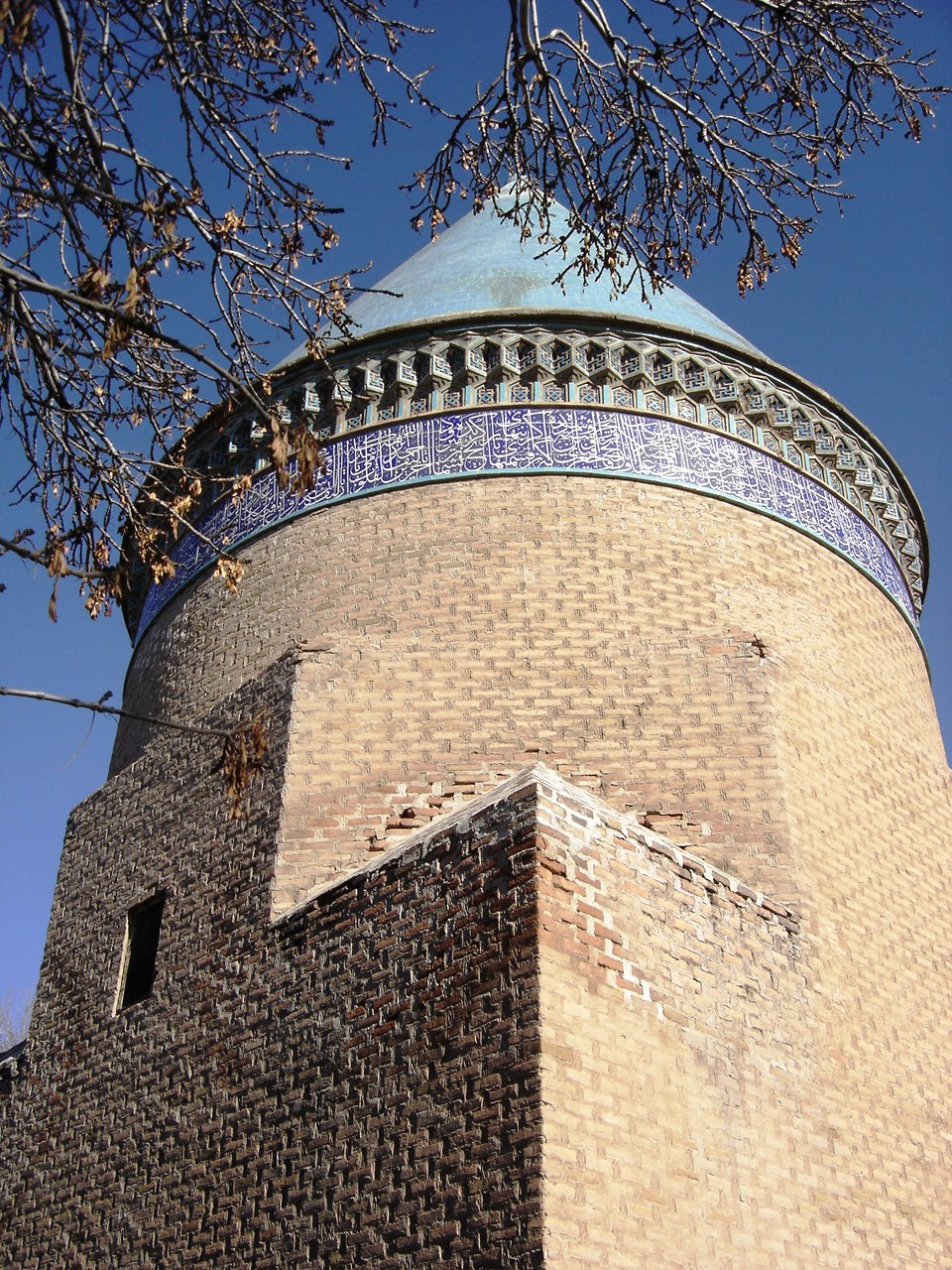
Мавзолей Хамдаллаха Мостоуфи в Казвине

Хамдаллах Мостоуфи Казвини принадлежал к семье арабского   происхождения, представители которой в IX—X веках служили правителям Казвина, а с XI века, эпохи Газневидов, занимали должность мустоуфи — главы финансового управления — в Казвинском вилайете, чем и объясняется происхождение фамилии. Амин ад-Дин Наср, прадед Хамдаллаха, бывший мустоуфи Ирака, был убит монгольскими мародёрами спустя некоторое время после разгрома Казвина (1220). Оставленное прадедом полное драматизма описание взятия Казвина монголами Хамдаллах Мостоуфи использовал в своей Зафар-намэ. Мостоуфи, тем не менее, перешли на службу к монгольским ильханам-Хулагуидам. Фахр ад-Дин Мухаммед, двоюродный брат Хамдаллаха, был даже короткое время визирем, но погиб в результате интриги одной из придворных клик (1290).
Сам Хамдаллах Мостоуфи служил в финансовом ведомстве и пользовался покровительством Рашид ад-Дина, занимавшего с 1298 года пост визиря Высочайшего дивана. Около 1311 г. визирь поручил ему ведать финансами районов Казвина, Абхара, Зенджана, Верхнего и Нижнего Тарумов. Сведения о дальнейшей жизни Хамдаллаха крайне скудны. Известно, что около 1339 года, во время хаоса в государстве, последовавшего после смерти ильхана Абу Саида (1335), Хамдаллах Мостоуфи находился в Саве, на службе у Шамс ад-Дина Закария, визиря джалаирида Хасана Бузурга. К концу 1340 года он возвратился в Казвин. После 1344 г. данных о Хамдаллахе нет; к этому времени ему было около 63 лет и, вероятно, он вскоре скончался. Часто приводимая дата смерти, 1350 год, является предполагаемой.

## Труды

### История
Хамдаллах Мостоуфи заинтересовался созданием исторических сочинений, участвуя в учёных собраниях, проводившихся Рашид ад-Дином. Сам Хамдаллах упоминал, — но это могло быть лишь литературной условностью, — что начал писать, когда ему было 40 лет. В таком случае, это произошло после казни его покровителя в 1318 году. Так или иначе труд Тарих-и гузидэ («Избранная история») был закончен к 1330 году и посвящён Гийяс ад-Дину Рашиди, сыну Рашид ад-Дина, визирю ильхана Абу Саида. Тарих-и гузидэ — это своего рода краткое руководство по всеобщей истории, основанное, главным образом, на Джами ат-таварих. «Избранная история» состоит из предисловия, шести глав и заключения; повествование в ней доведено до 1329 года. Позднее летопись была дополнена самим Хамдаллахом (до 1344 г.) и его сыном Зейн ад-Дином (до 1392 г., завоевания Ирана Тимуром). Шестая часть Тарих-и гузидэ включает историко-географическое описание Казвина.
Около 1335 г. Хамдаллах Мостоуфи закончил создание поэмы-летописи Зафар-намэ («Книга победы»). Поэма, состоящая из 75 тысяч бейтов (двустиший), написана как продолжение знаменитой Шах-намэ Фирдоуси; изложение событий завершается 1331/1332 годом. В качестве исторического источника ценность представляет третья часть Зафар-намэ, описывающая монгольский период; здесь есть некоторые даты и факты, отсутствующие в других источниках.

### География
Сочинение по космографии и географии Нузхат ал-кулуб («Услада сердец») было завершено Хамдаллахом Мостоуфи к 1340 году. Оно состоит из введения (фатихэ), трёх рассуждений (макало) и заключения (хатимэ). Третье рассуждение, посвящённое географии, представляет наибольшую ценность. Автор критически подходил к трудам предыдущих географов, в частности, к Фарс-намэ Ибн ал-Балхи (XII в.), в связи с чем в Нузхат ал-кулуб мало количество анахронизмов. В основном же Хамдаллах Мостоуфи использовал современные ему географические сведения, по большей части извлекаемые им из официальных документов, в особенности, дафтаров (податных списков), к которым он как чиновник высокого ранга имел доступ. Немало информации Хамдаллах собрал во время собственных путешествий по Ирану.
Описание всех вилайетов приводится по единообразному плану: автор сообщает координаты широт и долгот, описывает природные условия, состояние земледелия и способ орошения, выращиваемые культуры, города, религиозную принадлежность населения; во многих случаях приведены цифры налоговых поступлений. В то же время, информация о ремеслах, торговле и городской жизни скудна. Отдельно даётся описание рек с оросительными каналами, рудников и караванных путей. Сведения о дорожных маршрутах, видимо, опираются на данные, полученные в результате проводившегося при ильхане Олджейту официального измерения некоторых путей.
Хамдаллах сообщает экономико-географические сведения не только об Иране, но и о сопредельных с ним странах, Ираке, Месопотамии, Малой Азии, Мекке, Медине и Иерусалиме. Информация об экономическом положении Ирана в эпоху поздних ильханов очень ценна для исторической науки.

### Издания на русском языке
- Истины. Изречения персидского и таджикского народов, их поэтов и мудрецов / Перевод с фарси Наума Гребнева. Примечания Н.Османова. — СПб.: Азбука, 2005. — 256 с. — ISBN 5-352-01412-6.
- Материалы по истории туркмен и Туркмении. — М.: Институт Востоковедения, 1939. — Т. 1.
- Сборник материалов, относящихся к истории Золотой Орды. — М.—Л.: Издательство АН СССР, 1941. — Т. 2.